# Eunica dolores
Eunica dolores är en fjärilsart som beskrevs av Prittwitz. Eunica dolores ingår i släktet Eunica och familjen praktfjärilar. Inga underarter finns listade i Catalogue of Life.